# 莫米河
莫米河（英語：肖尼語：Hotaawathiipi;）是美国印第安纳州东北部与俄亥俄州西北部的一条河流，注入伊利湖。